# Nhũ hóa mô mỡ
Nhũ hóa mô mỡ (emulsify) là tình trạng phân hủy mỡ trong máu và mỡ trong chế độ ăn uống thành các axit béo nhỏ hơn.

## Vì sao phải nhũ hóa mô mỡ?
Khi mô mỡ được nhũ hóa, cơ thể sẽ dễ dàng đốt cháy chúng để chuyển hóa thành năng lượng cung cấp cho các hoạt động của cơ thể thay vì dự trữ các chất béo này trong mô mỡ.